# Michaela Haas

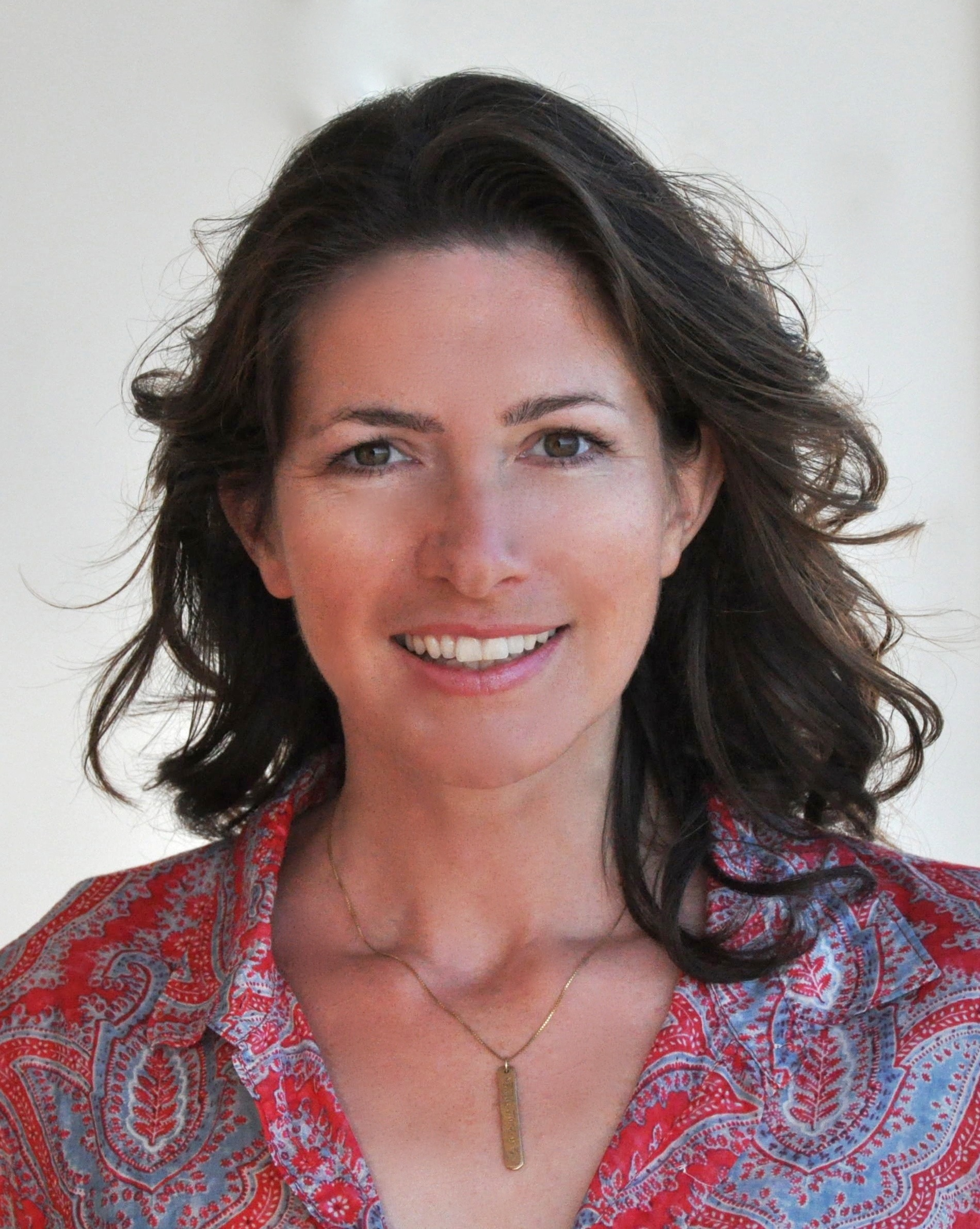
Michaela Haas 2012

Michaela Haas, ab 2001 auch Michaela Maxwell (* 1970 in Erding) ist eine deutsche Journalistin, Fernsehmoderatorin und Autorin.

## Leben
Michaela Haas wuchs als Tochter eines Unternehmensberaters und einer Justizsekretärin bei München auf. Bereits als Schülerin schrieb sie ab dem Alter von 16 Jahren Beiträge für die Erdinger Lokalausgabe der Süddeutschen Zeitung. Eine Ausbildung an der Deutschen Journalistenschule schloss sie als Diplomjournalistin ab. Parallel dazu studierte sie an der Ludwig-Maximilians-Universität München Journalismus, Philosophie und Soziologie. 1994 stellte Giovanni di Lorenzo sie als Reporterin für die Seite Drei der Süddeutschen Zeitung ein. Ende 1997 unterbrach sie für wenige Jahre ihre Tätigkeit in Deutschland, um als freie Korrespondentin im Ausland zu arbeiten und in Nepal und Frankreich zu studieren. Ab 2001 stand sie bei WDR und ARD unter dem Namen Michaela Maxwell vor der Kamera, anschließend beim Bayerischen Rundfunk wieder unter dem Namen Michaela Haas. 2008 promovierte sie am Asiatischen Institut der Rheinischen Friedrich-Wilhelm-Universität Bonn in Philosophie. Sie lebt in Erding bei München.

## Fernsehmoderatorin
Von 1994 bis 1996 moderierte Michaela Haas die 90-minütige Jugend-Diskussionssendung Live aus dem Alabama im Bayerischen Fernsehen. Nach dem Konzept der Sendung wurde über kontroverse oder in der Öffentlichkeit als heikel betrachtete Themen der Zeit, etwa über Gentechnik oder Aids diskutiert und brachte Michaela Haas Anerkennung und Lob, aber auch Schwierigkeiten. So sendete der BR etwa die Sendung über die PDS nicht live, sondern im Nachhinein als Aufzeichnung. Als sich das Ende der Sendereihe abzeichnete und die Redaktionsleitung von ihren Aufgaben entbunden wurde, ging Michaela Haas zum WDR und moderierte dort von 1996 bis 1997 das Europamagazin Boulevard Europa.
Nach ihrem Auslandsaufenthalt war sie von 2001 bis 2004 erneut beim WDR als Moderatorin tätig, unter anderem für die Kultursendungen Kulturszene und WestART sowie für die monatliche ARD-Sendung Kulturweltspiegel. 2004 kehrte sie zum BR zurück und moderierte im Wechsel mit Sabine Sauer für einige Jahre die 30-minütige Interview-Sendung Unter vier Augen, unter anderem mit Gästen wie Werner Schneyder oder Lisa Fitz.

## Autorentätigkeit
Seit 1994 arbeitet Michaela Haas als freie Reporterin und Interviewerin für die Süddeutsche Zeitung, SZ-Magazin, Die Zeit, Brigitte, GEO, Merian und andere deutsche Tageszeitungen und Magazine. Sie veröffentlichte unter anderem Interviews und Porträts von Jean-Jacques Sempé und Maria Shriver. Sie ist Mitglied des Solutions Journalism Network und schreibt seit November 2017 eine wöchentliche Lösungskolumne für das SZ-Magazin, „Die Lösung für alles“. Im Rahmen des SZ-Magazins erschien zuvor ihre Amerika-Kolumne Wild Wild West. Sie ist die Autorin des Buchs Crazy America: Eine Liebeserklärung an ein durchgeknalltes Land und eines Sachbuches über posttraumatisches Wachstum: Stark wie ein Phönix: Wie wir unsere Resilienzkräfte entwickeln und in Krisen über uns hinauswachsen (O.W. Barth, 2015), für das sie unter anderem die Menschenrechtsaktivistin Maya Angelou, die autistische Pionierin Temple Grandin und den Auschwitz-Überlebenden Coco Schumann interviewte. 2013 erschien von ihr das Buch Dakini Power mit zwölf Biographien von Frauen, die als Lehrerinnen des Tibetischen Buddhismus tätig sind.
Als Interviewerin wirkte sie auch bei einem 30-minütigen Fernsehfilm über die Buchautorin Elizabeth Mattis-Namgyel mit. und als Co-Regisseurin bei mehreren Dokumentarfilmen für den WDR, u. a. über die Tibesti-Wüste im Tschad.

## Publikationen
- Crazy America: Eine Liebeserklärung an ein durchgeknalltes Land (Goldmann, 2017), ISBN 3-442-15931-8.
- Stark wie ein Phönix: Wie wir unsere Resilienzkräfte entwickeln und in Krisen über uns hinauswachsen (O.W. Barth, 2015), ISBN 978-3-426-29240-2.
- Buddhas furchtlose Töchter. Zwölf außergewöhnliche Frauen, die den heutigen Buddhismus prägen. Knaur, München 2017, ISBN 978-3-426-87658-9.
- Mitarbeit bei Aufzeichnung der Autobiographie: Coco Schumann: Der Ghetto-Swinger (dtv, 1997), ISBN 978-0-9832540-4-1.

## Coaching
Seit 2001 coacht Michaela Haas Topmanager (z. B. Porsche, E.ON) und führt Medien- und Interviewtrainings für Manager und Kollegen durch. Dies führte 2008 zur Gründung ihrer eigenen Coaching-Firma HAAS live! Communication, Coaching, Consulting, mit der sie in Europa und Amerika tätig ist.